# فرودگاه‌های ریور
فرودگاه‌های ریور (به انگلیسی: High River Airport) یک فرودگاه همگانی است که یک باند فرود آسفالت دارد و طول باند آن ۱٬۲۶۵ متر است. این فرودگاه در کشور کانادا قرار دارد و در ارتفاع ۱٬۰۴۶ متری از سطح دریا واقع شده‌است.